# Markus Poom
Markus Poom (Derby, 27 de febrero de 1999) es un futbolista británico nacionalizado estonio que juega en la demarcación de centrocampista para el FC Flora de la Meistriliiga. Es hijo de Mart Poom, quien fuera arquero de la selección de Estonia.

## Selección nacional
Después de jugar en la selección de fútbol sub-16 de Estonia, en la sub-17, en la sub-19 y en la sub-21, finalmente hizo su debut con la selección absoluta el 11 de enero de 2019 en un encuentro amistoso contra Finlandia que finalizó con un resultado de 2-1 a favor del combinado estonio tras los goles de Gert Kams y Henri Anier para Estonia, y de Rasmus Karjalainen para Finlandia.

## Clubes
| Club                           | País    | Año       | Partidos | Goles |
| ------------------------------ | ------- | --------- | -------- | ----- |
| FC Nõmme United                | Estonia | 2015      | 14       | 7     |
| FC Flora III Tallinn           | Estonia | 2016      | 1        | 0     |
| FC Flora II Tallinn            | Estonia | 2016-2020 | 45       | 5     |
| FC Flora                       | Estonia | 2016-2023 | 194      | 41    |
| Shamrock Rovers F. C. (cedido) | Irlanda | 2023-2024 | 69       | 4     |
| FC Flora                       | Estonia | 2025-     | 15       | 6     |

## Palmarés

### Campeonatos nacionales
| Título                                 | Club                  | País    | Año  |
| -------------------------------------- | --------------------- | ------- | ---- |
| Meistriliiga                           | FC Flora              | Estonia | 2017 |
| Meistriliiga                           | FC Flora              | Estonia | 2019 |
| Supercopa de Estonia                   | FC Flora              | Estonia | 2020 |
| Copa de Estonia                        | FC Flora              | Estonia | 2020 |
| Meistriliiga                           | FC Flora              | Estonia | 2020 |
| Supercopa de Estonia                   | FC Flora              | Estonia | 2021 |
| Meistriliiga                           | FC Flora              | Estonia | 2022 |
| Premier Division de la Liga de Irlanda | Shamrock Rovers F. C. | Irlanda | 2023 |
| Supercopa de Irlanda                   | Shamrock Rovers F. C. | Irlanda | 2024 |